# Cómplices (álbum de Chicuelo)
Cómplices, primer álbum del guitarrista español de flamenco Juan Gómez "Chicuelo", que salió a la venta en año 2000.
Este trabajo fue premiado como mejor disco de guitarra solista por la revista «Flamenco Hoy».

## Temas
1. Cambalache - Música: Chicuelo
2. En Mi Solea - Música: Chicuelo
3. La Isla - Música: Chicuelo
4. Vivencias - Música: Chicuelo
5. Dulce Sal - Música: Chicuelo
6. Perigalla - Música: Chicuelo
7. BCN - Música: Chicuelo
8. Sheila - Música: Chicuelo